# Star Trek: The Next Generation (jeu vidéo)
Star Trek: The Next Generation est un jeu vidéo de simulation développé et édité par Absolute Entertainment, sorti en 1993 sur NES et Game Boy. Le jeu est adapté de la série Star Trek : La Nouvelle Génération.

## Accueil
- Electronic Gaming Monthly : 26/40 (NES)[1] - 25/40 (GB)[2]